# 青木信種
青木 信種（あおき のぶたね）は、戦国時代の武将。甲斐武田氏の家臣。

## 経歴・人物
韮崎白山城主で武田家三代に仕えた。 